# Smittia lasiops
Smittia lasiops är en tvåvingeart som först beskrevs av Malloch 1915.  Smittia lasiops ingår i släktet Smittia och familjen fjädermyggor. Arten har ej påträffats i Sverige. Inga underarter finns listade i Catalogue of Life.